# Orkan Sochaczew
MKS Orkan Sochaczew – klub sportowy powstały w 1924 roku jako sekcja piłkarska TUR. Nazwa Orkan nadana została w 1932 roku. Przez wiele lat działały sekcje siatkówki, tenisa stołowego, lekkiej atletyki, piłki ręcznej i piłki nożnej.
W 1972 roku klub przejął od TKKF Energomontaż sekcję rugby. Klub awansował do I ligi tego sportu. Juniorzy wielokrotnie zdobywali medale mistrzostw Polski, a trybuny wypełniały się kibicami. W 2022 drużyna seniorów zdobyła pierwsze w historii klubu mistrzostwo Polski, po kolejne sięgnęła w 2024 wygrywając finał Ekstraligi rozgrywany w Sochaczewie. Dzięki popularności tej dyscypliny w Sochaczewie, miasto wielokrotnie gościło reprezentację Polski w meczach z Marokiem (1976, 1985), Włochami (1979, 1988), NRD (1980), Rumunią (1980, 1987), Andorą (1993) oraz z Mołdawią w eliminacjach Pucharu Świata (2006). Orkan mierzył się z klubami m.in. Anglii, Holandii, Rumunii i Francji.
W roku 1992 Orkan stał się miejskim klubem sportowym, w dużej części finansowanym z budżetu miasta. Obecnie sekcja piłki nożnej Orkanu Sochaczew gra w płockiej klasie B.
1 lipca 2020 r. została reaktywowana sekcja lekkoatletyczna pod nazwą „SLA Orkan Sochaczew” należąca do Stowarzyszenia „Przez Sport w Przyszłość”.

## Wyposażenie
- Hala sportowa przy ulicy Warszawskiej 80 (sala widowiskowa o pojemności 328 miejsc siedzących),
- sala treningowa, szatnie, pomieszczenia administracyjne, siłownia,
- hala sportowa przy ulicy Chopina 101 (sala widowiskowa mogąca pomieścić około 300-400 widzów, szatnie, pomieszczenia administracyjne),
- stadion
- boisko boczne
- korty tenisowe (3)
- pawilon sportowy (4 szatnie, magazyn sprzętu, świetlica).
- kryty basen z jacuzzi, sauną i grotą solną.
- skatepark